# Filip Hallstensson
Filip Hallstensson (zm. 1118) – król Szwecji od 1112 roku.
Był synem króla Halstena. Objął rządy po śmierci swojego stryja Inge I Starszego. Miał współrządzić ze swoim młodszym bratem Inge II Młodszym. Był żonaty z Ingegardą, córką Haralda III, króla Norwegii. Filip pozostaje jednym z najmniej znanych królów w dziejach Szwecji.